# Cerro Aquino
El Cerro Aquino es un montículo o cumbre situada en la jurisdicción del municipio de Caacupé, Departamento de Cordillera, de la República del Paraguay. Este pico pertenece al grupo de elevaciones de la Cordillera de los Altos. Su pico es de 380 metros sobre el nivel del mar.

## Ubicación
- 25°25′19″S 57°7′55″O / -25.42194, -57.13194